# Amanda Knox (film 2016)
Amanda Knox è un docu-film del 2016 diretto da Rod Blackhurst e Brian McGinn.
La pellicola è incentrata sulla vicenda di Amanda Knox, processata per due volte e, allo stesso tempo, assolta per due volte per l'omicidio di Meredith Kercher avvenuto a Perugia nel 2007. È stato presentato al Toronto International Film Festival il 10 settembre 2016 e su Netflix il 30 settembre 2016.

## Trama
Con diverse interviste ad Amanda Knox, al suo ex fidanzato Raffaele Sollecito, al procuratore italiano Giuliano Mignini e ad altre persone coinvolte nel caso il documentario racconta l'omicidio della coinquilina di Amanda, Meredith Kercher, le successive indagini, le prove e gli appelli.

### Persone coinvolte nel caso in prima persona
- Amanda Knox - sospettata di omicidio[3]
- Meredith Kercher- vittima assassinata (compare tramite i filmati di repertorio)
- Raffaele Sollecito - sospettato di omicidio
- Giuliano Mignini - sostituto procuratore
- Nick Pisa - giornalista freelance, The Daily Mail
- Stephanie Kercher - sorella di Meredith (filmati di repertorio)
- Rudy Guede - condannato per l'omicidio di Meredith (filmati di repertorio)
- Valter Biscotti - avvocato di Rudy Guede
- Stefano Conti - esperto forense indipendente (accreditato con il nome di Dr. Stefano Conti)
- Carla Vecchiotti - esperto forense indipendente (accreditato con il nome di Dr. Carla Vecchiotti)
- Curt Knox  - padre di Amanda
- Arline Kercher - madre di Meredith

### Persone esterne al caso
- Anderson Cooper - (filmati di repertorio)
- Donald J. Trump - (filmati di repertorio) (accreditato con il nome Donald Trump)
- Lester Holt - (filmati di repertorio) (non accreditato)
- Diane Sawyer - (filmati di repertorio) (non accreditata)
- Shepard Smith - (filmati di repertorio) (non accreditato)

## Accoglienza

### Critica
A luglio 2017 questo film ottiene un indice di gradimento del 84% su Rotten Tomatoes, basato su 43 recensioni professionali e con un punteggio medio di 7,2 / 10. Su Metacritic, il film ha un punteggio medio ponderato di 78 su 100, basato su 17 critiche che vengono indicate come "recensioni generalmente favorevoli".

## Riconoscimenti
Il film è stato candidato ai Primetime Emmy Awards come miglior documentario o nonfiction speciale ed miglior scrittura per programmazione nonfiction.